# Октябрський (Наровчатський район)
Октя́брський (рос. Октябрьский) — селище складі Наровчатського району Пензенської області, Росія.
Населення — 143 особи (2010; 132 у 2002).
Національний склад станом на 2002 рік:
- мордва — 68 %
- росіяни — 31 %